# Ahmad Xah II Kutb al-Din Gudjarati
Ahmad Xah II Kutb al-Din (de naixement Djalal Khan) fou sultà de Gujarat, fill de Muhammad Xah II Karim Gudjarati al que va succeir quan va morir el febrer de 1451 agafant el lakab de Kutb al-Din i el nom de regnat d'Ahmad Xah II.
Va governar nou anys. Va enfrontar una invasió de Malwa que va derrotar en la batalla de Kapadwanj. El 1457 fou derrotat pel rei hindú (rana) de Chitor (Čitawr) i llavors en contra d'aquest es va aliar amb Malwa.
Va preparar la successió pel seu germanastre Fath Khan però fou probablement enverinat el maig de 1458 per la seva esposa. Els nobles van proclamar sultà all fill petit d'Ahmad Xah I, Dawud Khan Gudjarati.